# ليلى تاج
ليلى تاج ، هى رقاصة مصرية تقدم أسلوب الرقص الشرقى الكلاسيكى على الموسيقى المصرية .
ليلى تاج من أصول يونانية نشأت في جو الجالية اليونانية من مصر . كانت والدتها الفائزة في المسابقة الوطنية اللى ترعاها الجمعية التقدمية اليونانية الأمريكية (GAPA).
تدربت ليلى تاج في البداية على رقص الباليه. لكن تعرفت على الرقص الشرقى في طفولتها. وبعدها تدربت ليلى تاج على الرقص الشرقى في الولايات المتحدة الأمريكية وألمانيا ، فدرست مع (مو جداوى) اللى كان راقص في فرقة رضا للفنون الشعبية و الإستعراضية .

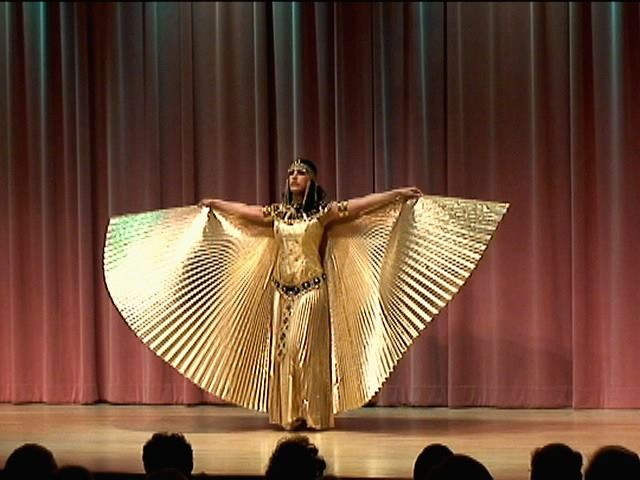
ليلى تاج و هي في عرض في منتجع حياة ريجنسى ، شرم الشيخ ، مصر.